# Dramatiska arbeten II
Dramatiska arbeten II är en samling med två av författaren Alfhild Agrells pjäser, utgiven 1884 på Lamms förlag. Den föregicks av Dramatiska arbeten I 1883. 2012 utgavs samlingen Dramatiska arbeten som innehåller Agrells samlade dramatiska produktion.

Dramatiska arbeten II innehåller i tur och ordning pjäserna Dömd och Småstadslif. Småstadslif hade urpremiär på Södra Teatern i Stockholm den 13 april 1883 och Dömd på Kungliga Dramatiska Teatern den 16 februari 1884.

## Pjäser
- Dömd
- Småstadslif